# Princesa Sela
La princesa Sela (Noruega, 420) va ser una famosa guerrera vikinga, germana del rei noruec Kolles, pirata/corsari també, com ella, i el seu pitjor enemic.
Segons la Gesta Danorum, quan el seu germà va ser proclamat rei, Sela es va apropiar d'una flota de vaixells i es va llançar a una vida de saquejos per la costa, i a atacar totes les naus que se li creuaven a l'Atlàntic nord. Va acumular riqueses i prestigi, però sempre va mantenir un odi latent envers el seu germà i l'objectiu de la seua vida era veure'l derrotat.
Ambiciós i delerós de fortuna, poder i de nous territoris, en una de les seues expedicions Kolles va atacar una illa propera a la costa noruega, però va ser vençut i mort pel jarl Horwendill de Jutlandia. Havent rebut notícia de les intencions del seu germà, Sella es va dirigir així mateix a l'illa; però hi va arribar i, en enfrontar-se a aquell que havia vençut el seu germà, també va acabar morta. Hi ha indicis que Sela, igual que Rusla, la donzella roja (segle X), va existir realment, tot i que no queden clars els detalls concrets que conformen les seues llegendes.